# Al-Ádil Szalámis egyiptomi szultán
Al-Ádil Szalámis, eredetileg Badr ad-Dín Szalámis (Mamlúk Birodalom, 1272 k. – Bizánci Birodalom, Konstantinápoly, 1291) Bajbarsz fia, az egyiptomi bahrí mamlúkok hatodik szultánja volt (uralkodott 1279 augusztusától ugyanaz év november 27-éig). Neve a mongol Szülemis arabos változata, teljes titulusa pedig al-Malik al-Ádil, melynek jelentése: „az igazságos király”.
A Kalávún al-Alfí vezette bahrí mamlúkok tették trónra, miután kevesebb, mint két évnyi uralkodás után megbuktatták féltestvérét, a saját kíséretére (husszákijja) támaszkodni próbáló asz-Szaíd Muhammad Baraka Hánt, aki az al-Hákim kalifa közreműködésével kötött megegyezés értelmében szíriai a al-Karak várába vonult el híveivel együtt. A hétéves gyermek helyett az atabéggé kinevezett Kalávún gyakorolta a hatalmat, aki igyekezett megnyerni mind Bajbarsz udvartartását (záhirijja), mind Baraka Hán Kairóban maradt híveit. Két fő riválisa közül Bajszarí nem fogadta el a szultánságot, Szunkur al-Askar Damaszkusz helytartója lett, az alacsonyabb rangú mamlúkok pedig átálltak a régens oldalára.
1279. november 27-én Kalávún akadály nélkül mondatta le Szalámist, akit bátyja után küldött al-Karakba egy harmadik testvérükkel, Hadirral együtt. Baraka Hán 1280-as halálát követően az al-Maszúd címet felvevő Hadir lett a család feje, de 1286-ban megadták magukat a magát al-Manszúrnak nevező Kalávúnnak. Kairóba kerültek, tisztes őrizetbe, majd a szultán 1290-es halálát követően Konstantinápolyba küldték őket túszként. Szalámis itt halt meg 1291-ben, Hadirt később visszahívták, és békében élte le életét Egyiptomban.